# Лукашевичюс, Витаутас-Пранцишкус Вацловович
Витаутас-Пранцишкус Вацловович Лукашевичюс — советский хозяйственный, государственный и политический деятель.

## Биография
Родился в 1932 году в Литве. Член КПСС с 1956 года.
С 1956 года — на хозяйственной, общественной и политической работе. В 1956—1994 гг. — заместитель председателя, председатель Трошкунайского
райисполкома, председатель Пасвальского райисполкома, начальник производственного колхозно-совхозного управления, первый секретарь Рокишкского райкома КП Литвы, министр лесного хозяйства и лесной промышленности Литовской ССР, инженер Лесного института Литвы.
Избирался депутатом Верховного Совета Литовской ССР 6-го, 7-го, 9-11-го созывов. Делегат XXII и XXIV съездов КПСС.
Умер в Вильнюсе в 1994 году.